# Instituto Sanmartiniano del Perú
El Instituto Sanmartiniano del Perú es una asociación cívico-patriótica autónoma, de duración indefinida y sin fines de lucro, con personería jurídica y reconocida por el Estado Peruano, siendo su fin principal exaltar la memoria del Libertador del Perú, general José de San Martín, precursores, ideólogos, próceres y héroes de la Independencia del Perú, fomentando la identidad nacional, el patriotismo y el espíritu cívico de los peruanos para una convivencia en respeto, lucha contra toda forma de discriminación, tolerancia, cultura de paz y fortalecimiento de la democracia. Cuenta con más de mil asociados.
A raíz de la fundación del Instituto Nacional Sanmartiniano de Argentina el 5 de abril de 1933 (aniversario de la batalla de Maipú), por iniciativa del Dr. José Pacífico Otero, un grupo de destacados intelectuales peruanos entre ellos Luis Alayza y Paz Soldán y Ricardo Cavero-Egúsquiza Saavedra decidieron fundar el 23 de febrero de 1935 una institución análoga en el Perú, tomando el nombre de Instituto Sanmartiniano del Perú, que lograría reconocimiento como Institución Patriótica de interés nacional mediante la Resolución Ministerial de Educación N.º 7887, de 16 de mayo de 1961.
A lo largo de su existencia, destacados peruanos, así como varios extranjeros, han participado como socios, presidentes, directivos u honorarios, resaltándose entre ellos a Luis Alayza y Paz Soldán (autor, diplomático y político, Ministro de Justicia, bisnieto de Hipólito Unanue), Ricardo Cavero Egúsquiza (político, diputado), Rafael Larco Herrera (empresario, político y filántropo, Ministro de Relaciones Exteriores), Carlos A. Romero (historiador, Director de la BNP), Atilio Sivirichi Tapia (historiador y catedrático, diputado), Clemente Palma y Angélica Palma (autores, hijos de don Ricardo Palma), Jorge Basadre (historiador, Director de la BNP, Ministro de Educación), Ella Dunbar Temple (primera mujer catedrática peruana), José Gálvez Barrenechea (autor, político y periodista, Ministro de Justicia, Culto e Instrucción, Ministro de Relaciones Exteriores, Primer Vicepresidente de la República, Presidente del Senado), Elvira García y García (pionera de la educación de la mujer peruana), Óscar Miró Quesada de la Guerra (periodista, divulgador científico), Luis E. Valcárcel Vizcarra (historiador y padre de la antropología peruana, Ministro de Educación), Dora Mayer (luchadora social), Scipión Llona Gastañeta (autor y físico), Horacio H. Urteaga López (historiador, autor, catedrático, político, Director del Archivo General de la Nación), José Jiménez Borja (lingüista y abogado, Ministro de Educación), Evaristo San Cristóval (artista), José Agustín de la Puente Candamo (historiador y catedrático), Augusto Tamayo Vargas (historiador y autor, Rector de la UNMSM), Felipe de la Barra (militar, Ministro de Justicia, Ministro de Guerra, fundador del CEHMP), Esther Festini de Ramos Ocampo (primera mujer en ingresar a la UNMSM), Carlos Miró-Quesada Laos (periodista y diplomático, Embajador en Chile, México, Brasil, Bélgica e Italia), César Pacheco Vélez (historiador y catedrático), Armando Nieto Vélez S.J. (historiador, catedrático y sacerdote jesuita), Percy Cayo Córdova (historiador y catedrático), Gustavo Pons Muzzo (historiador y maestro), Embajador Javier Pérez de Cuellar (Secretario General de la ONU) entre muchos otros. 
Se encuentra ubicado en la ciudad de Lima, en un inmueble  declarado Patrimonio Cultural de la Nación, en Plaza Bolognesi 467, esquina con Av. Guzmán Blanco, Lima.
Cuenta con un Museo y Pinacoteca Sanmartinianos, especializado en la presencia y obra del General San Martín en el Perú (1820-1822), una Biblioteca Especializada para Investigadores, denominada "Ricardo Cavero-Egúzquiza", Auditorio, Oratorio, etc. Entre los años 2011-2015 se realizaron las obras de puesta en valor de la sede institucional.
Su actual Presidente es el doctor Carlos Alfonso Monja Manosalva (2024-).

## Finalidad
Su fin principal es exaltar la memoria del Libertador del Perú, General Don José de San Martín, así como de los precursores, ideólogos, próceres y héroes de la Independencia del Perú, fomentando la identidad nacional, el patriotismo y el espíritu cívico de los peruanos para una convivencia con respeto, tolerancia, cultura de paz y fortalecimiento de la democracia. El ISMP formó parte de la Comisión Nacional del Sesquicentenario de la Independencia del Perú (1971).

## Miembros
El Instituto Sanmartiniano del Perú está integrado por:
- Asociados Activos
- Asociados Vitalicios
- Asociados Correspondientes
- Asociados Honorarios

## Grados
Las condecoraciones del Instituto son la "Medalla Sanmartiniana", en el grado de:
- Caballero
- Comendador
- "Palmas Sanmartinianas", en el grado de Gran Oficial.
- Distinción especial y extraordinaria "Palmas Sanmartinianas del Bicentenario 2021".

## Lista de Presidentes
- Dr. Carlos A. Romero Ramírez (1935-1938).

- Dr. Luis Alayza y Paz Soldán (1938-1948).

- Sr. Ricardo Cavero Egúsquiza (1948-1952)

- Dr. Luis Felipe Paz Soldán y Paz Soldán (1952-1955).

- Sr. Ricardo Cavero Egúsquiza (1955-1956).

- Sr. César García Rosell S. (1956-1958).

- Sr. Ricardo Cavero Egúsquiza (1958-1971).

- General EP Leónidas Gonzales Hondermann (1971-1973).

- Dr. José Rubio Rolando (1973-1976).

- Coronel EP Carlos Cobilich Portocarrero (1976-1977).

- Dr. Gustavo Pons Muzzo (1977-1979).

- Coronel EP Carlos de Souza Ferreira (1979-1981)

- Dr. Atilio Sivirichi Tapia (1983-1985)

- General EP Herrmann Hamann Carrillo (1985-1987)

- Coronel EP Luis Revoredo Martínez (1987-1989)

- Coronel EP Carlos de Souza Ferreira (1989-1993)

- General EP Héctor Chumpitasi Calderón (1993-1995)

- General EP Eleazar Gutarra Maraví (1995-1997)

- General EP Adolfo Macha Bardales (1997-1998)

- Ing. Manuel de Ingunza Simonetti (1998-2004)

- Dr. Gustavo Pons Muzzo (2005-2007) (Con licencia)

- Ing. Manuel de Ingunza Simonetti (Presidente en ejercicio 2005-2011)

- Ing. Alcibiades Salazar Sáenz (2011-2013) (2013-2015)

- Sr. Adolf Sobrevilla Guzmán (2015-2017) (2017 - 2019)

- Mag. Juan Augusto Fernández Valle (2019-2021)

- Coronel EP (r) Dr. Carlos Alfonso Monja Manosalva (2024-)